# Absatzmittler
Absatzmittler (oder auch Intermediäre, englisch merchant intermediaries) sind innerhalb der Distributionspolitik des Marketing eigenständige Unternehmen, die in der Absatzkette vom Hersteller zum Endkunden tätig werden und Eigentum an der Ware erwerben.

## Allgemeines
Erforderlich ist, dass Absatzmittler durch Eigentum an der Ware ein eigenes Vermögensrisiko etwa in Form des Lagerrisikos tragen. Das unterscheidet sie von den Absatzhelfern (z. B. einem Handelsvertreter, einem Kommissionär, einem Reisenden im Außendienst oder Spediteur). Absatzmittler sind rechtlich – und im Regelfall auch wirtschaftlich – selbständige Absatzorgane.

## Handel
Wirtschaftssubjekte, die Waren erwerben (also Eigentümer werden) und anschließend die Ware wieder verkaufen, um die Bedürfnisse der Kunden zu befriedigen, also zwischen Herstellern und Warenverwendern agieren, sind Händler, Exporteure oder Importeure. Verkaufen sie an (End-)Verbraucher, betreiben sie Einzelhandel. Verkaufen sie an gewerbliche Abnehmer, betreiben sie Großhandel. Die Bezeichnung „Zwischenhändler“ sollte vermieden werden, da Händler in der Absatzkette immer zwischen zwei Marktteilnehmern (und für die Marktpartner auf der Beschaffungs- und auf der Absatzseite) tätig werden. Somit müssen Handelsunternehmen nicht nur kundenorientiert arbeiten, sondern auch vertriebspartnerorientiert. Zudem stehen die Unternehmen auch auf dem Markt der Absatzmittler in Konkurrenz zueinander.

## Abgrenzung
Umverpackung, Serviceverpackung oder Retailverpackung der Waren gehört noch zur Funktion der Absatzmittlung. Dagegen zählen Personen und Unternehmen, die Produkte erwerben, um sie weiter zu verarbeiten und dann zu verkaufen, nicht zu den Absatzmittlern.